# Indri (città)
Indri (o anche Ramgarh) è una città dell'India di 14.515 abitanti, situata nel distretto di Karnal, nello stato federato dell'Haryana. In base al numero di abitanti la città rientra nella classe 
IV (da 10.000 a 19.999 persone).

## Geografia fisica
La città è situata a 29° 52' 48 N e 77° 4' 16 E e ha un'altitudine di 249 m s.l.m..

## Società

### Evoluzione demografica
Al censimento del 2001 la popolazione di Indri assommava a 14.515 persone, delle quali 7.746 maschi e 6.769 femmine. I bambini di età inferiore o uguale ai sei anni assommavano a 2.240, dei quali 1.290 maschi e 950 femmine. Infine, coloro che erano in grado di saper almeno leggere e scrivere erano 9.217, dei quali 5.303 maschi e 3.914 femmine.